# Randal Kleiser
Randal Kleiser (født 20. juli 1946) er en amerikansk filminstruktør. Han er instruktøren bag Grease fra (1978), og Den Blå Lagune fra (1980).